# Slag om de Musa Dagh

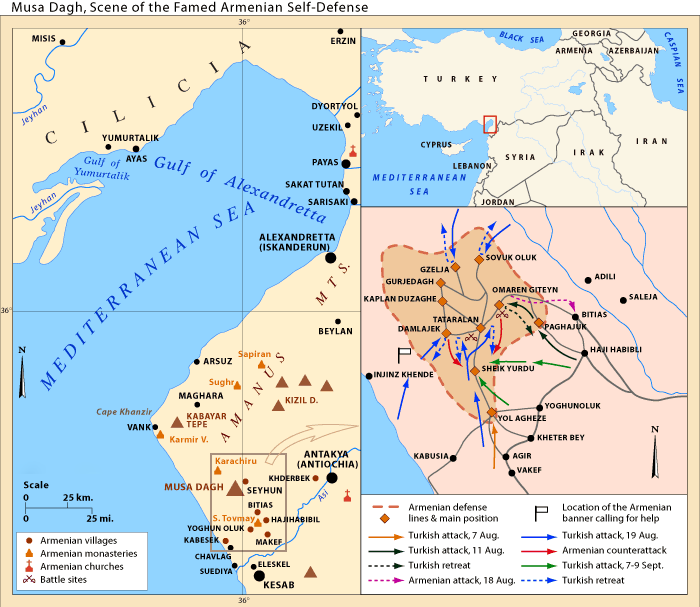
Kaart van de Slag om de Musa Dagh

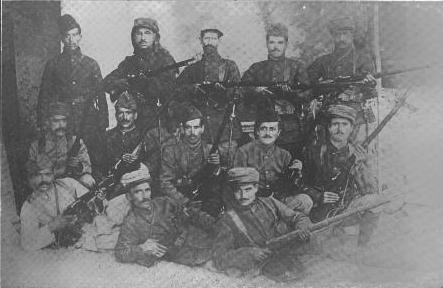
Armeense verzetsstrijders op de Musa Dagh

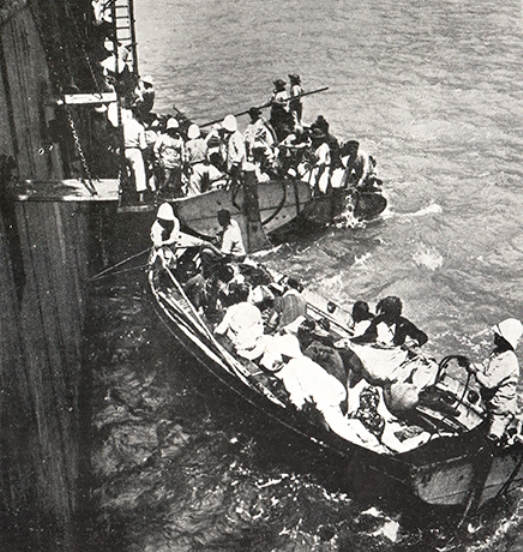
De evacuatie van de Armeniërs van de Musa Dagh

De Slag om de Musa Dagh  vond tijdens de Armeense Genocide in 1915 plaats. De Musa Dagh (Berg van Mozes) is een berg in het zuidelijke deel van het vroegere Armeense Cilicië (tegenwoordig de Turkse provincie Hatay). Het werd een van de vier plaatsen waar Armeniërs zich gewapend verzetten tegen het uitmoorden van de Armeense bevolking door de Jong-Turkse regering.

## Slag om de Musa Dagh
Op de hellingen van de berg lagen de zes Armeense dorpen Kabusia (Kaboussieh), Yoghunoluk, Bitias, Vakıflı, Kheter Bey (Khodr Bey) en Haji Habibli. Op 13 juli 1915 kreeg de bevolking van deze dorpen de order om zich binnen acht dagen gereed te maken voor deportatie. Intussen hadden de dorpelingen al gehoord van de slachtpartijen elders in het land en de overgrote meerderheid was niet van zin om zich gewillig de dood in te laten jagen. Onder bescherming van ongeveer 250 gewapende mannen, die onder leiding stonden van Moses Der Kalousdian, een voormalig Ottomaans officier, trokken ruim 4.000 mensen met hun vee en wat men verder mee kon nemen naar de top van de berg. De tocht duurde een dag en onmiddellijk na aankomst begon men met het aanleggen van versterkingen. Op belangrijke posities werden scherpschutters gestationeerd.
Circa 60 gezinnen gaven gehoor aan de Turkse order en vertrokken. Van hen werd nooit meer iets gehoord.
De Ottomaanse troepen, die zowel numeriek als in materieel opzicht in het voordeel waren, vielen het geïmproviseerde fort herhaaldelijk aan, maar steeds wisten de Armeniërs de aanval af te slaan. Ten slotte besloten de Turken de Armeniërs uit te hongeren. De tijd verstreek en met het slinken van de voedselvoorraden werd een ontsnappingsplan steeds urgenter. De belegerde Armeniërs stuurden een informant naar de Amerikaanse consul in Aleppo, maar deze kwam nooit aan. Een paar Armeniërs zwommen naar de noordelijk gelegen haven Alexandretta om daar vergeefs naar geallieerde oorlogsschepen te zoeken. Ten slotte werden op 2 september permanent twee mannen opgesteld, die naar elk passerend schip konden zwemmen in een poging hulp te vragen. Tegelijkertijd werden grote spandoeken tussen bomen gespannen met het rode kruis en de Engelstalige tekst: Christenen in nood: help. Dagen verstreken en een nieuwe Turkse aanval werd afgeslagen, totdat op 12 september het Franse pantserdekschip Guichen verscheen. Een zwemmer wist het schip te bereiken en de admiraal waarschuwde vervolgens het vlaggenschip de Jeanne d'Arc, dat in de buurt lag. Samen met andere schepen was de Jeanne d'Arc snel ter plaatse. Na de evacuatie brachten de schepen de Armeense bevolking naar Port Saïd, waar men in een vluchtelingenkamp werd ondergebracht.
Na de Eerste Wereldoorlog keerde de bevolking terug naar hun dorpen, die nu deel uitmaakten van het Frans Mandaat Syrië. Na rellen tussen Turken en Arabieren werd in 1938 de Republiek Hatay uitgeroepen, gevolgd door een Turkse annexatie in 1939. De Armeniërs werden samen met andere christelijke minderheden en Alevieten opnieuw verjaagd en vestigden zich ten slotte in Anjar nabij de Bekavallei in Libanon. Van de duizenden Armeense dorpen die Turkije ooit rijk was, bleef alleen Vakıflı over.

## Monument
Voor de achttien Armeense strijders die het leven bij de verdediging lieten, werd op de Musa Dagh een grafveld met een monument aangelegd. In een poging de geschiedenis uit te wissen werd dit grafveld enige tijd geleden door de Turkse overheid verwoest. Tegenwoordig zijn er drie monumenten die herinneren aan de strijd van de Armeniërs op de Musa Dagh: één in Armenië (Jerevan), één in Canada (Cambridge) en één in Libanon (Anjar).

## De veertig dagen van de Musa Dagh
Vooral dankzij de literaire weerslag van de gebeurtenissen in "Die vierzig Tage des Musa Dagh" van de Oostenrijkse schrijver Franz Werfel kreeg de opstand op de Musa Dagh meer bekendheid. Een ontmoeting met Armeense wezen in de grootste textielweverij tijdens een verblijf in Damascus maakte bij de schrijver zo'n grote indruk, dat hij besloot een roman te schrijven. Deze historische roman verscheen in het Nederlands vertaald onder de titel "De veertig dagen van de Musa Dagh".
Het boek zou in 1934 door de Amerikaanse bedrijf MGM worden verfilmd met Clark Gable in de hoofdrol. Terwijl er reeds een begin was gemaakt met de productie van de film werd het project na dreigementen van Turkse zijde afgeblazen. Er volgden tot de jaren 1970 talrijke vergeefse pogingen van MGM om een film te maken en er werden minstens 12 scripts geschreven. Na de Tweede Wereldoorlog werd Turkije voor Amerika een steeds belangrijkere factor in de strijd tegen het communisme. Dat belang nam nog verder toe toen Turkije een Amerikaanse raketbasis op Turks grondgebied toestond. Van een verfilming zou het niet meer komen

## Afbeeldingen

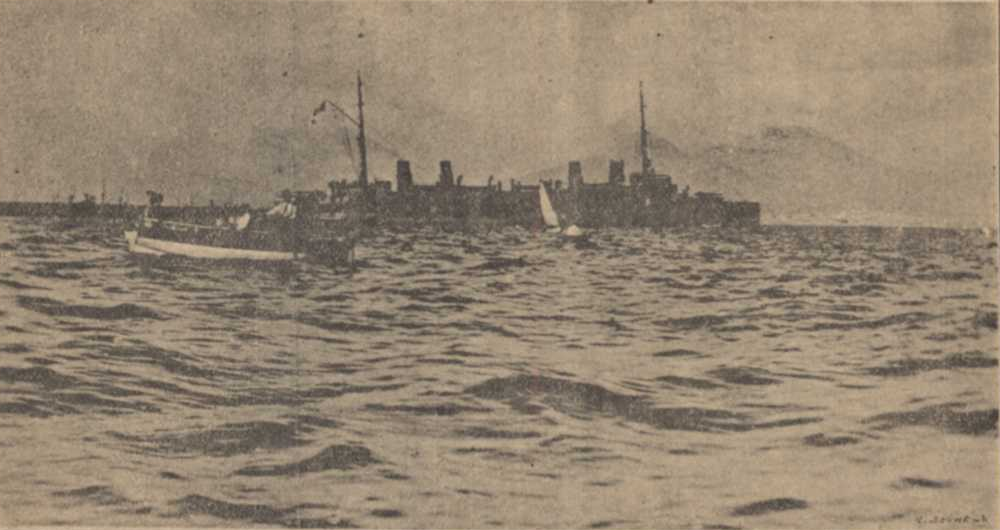
De Franse kruiser Guichen
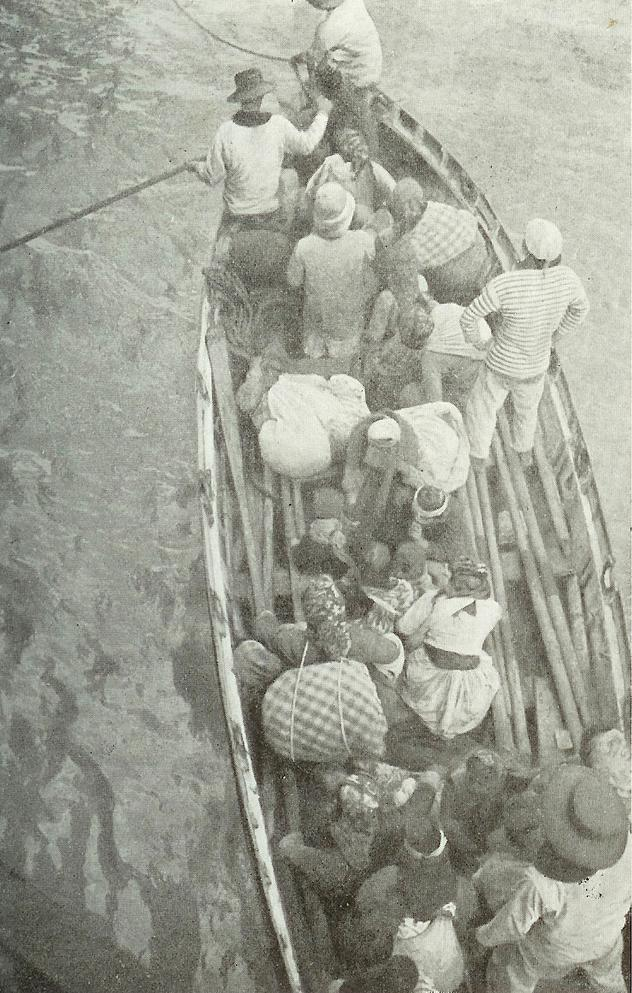
Evacuatie van Armeniërs van de Musa Dagh
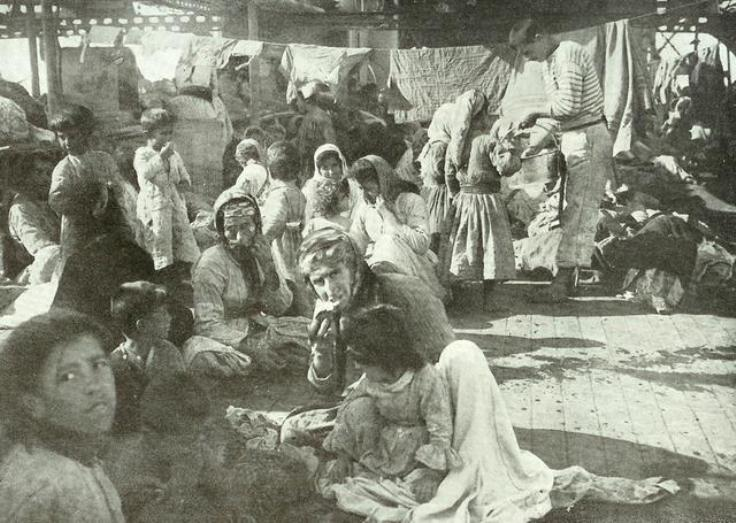
Vluchtelingen van de Musa Dagh op een van de Franse schepen (september 1915).